# Loxophlebia dorsilineata
Loxophlebia dorsilineata är en fjärilsart som beskrevs av Max Wilhelm Karl Draudt 1915. Loxophlebia dorsilineata ingår i släktet Loxophlebia och familjen björnspinnare. Inga underarter finns listade i Catalogue of Life.